# クリストフ・ラポルト
クリストフ・ラポルト（Christophe Laporte、1992年12月11日 - ）はフランス、ラ・セーヌ＝シュル＝メール出身の自転車競技選手。

## 主な戦績

### 2015
- ツール・ド・ヴァンデ 優勝

### 2017
- ツール・ド・ヴァンデ 優勝

### 2018
- エトワール・ド・ベセージュ 区間優勝（第2ステージ）
- ツール・ド・ラ・プロヴァンス  ポイント賞（第1、3ステージ優勝）
- トロ・ブロ・レオン 優勝
- バロワーズ・ベルギー・ツアー 区間優勝（第3ステージ・個人タイムトライアル）
- ツール・ド・ルクセンブルク 区間優勝（第1ステージ）

### 2019
- エトワール・ド・ベセージュ  総合優勝、 ポイント賞（第2ステージ、第4ステージ・個人タイムトライアル優勝）
- ツール・ド・ルクセンブルク 区間優勝（プロローグ、第1ステージ）
- ツール・ポワトゥー＝シャラント・アン・ヌーヴェル＝アキテーヌ  総合優勝（第1、2ステージ、第4ステージ・個人タイムトライアル優勝）

### 2021
- エトワール・ド・ベセージュ  ポイント賞（第1ステージ優勝）
- サーキット・デ・ワロニー（英語版） 優勝
- ツール・デュ・リムザン 区間優勝（第1ステージ）
- グランプリ・ド・ワロニー 優勝

### 2022
- パリ〜ニース 区間優勝（第1ステージ）
- ツール・ド・フランス 区間優勝（第19ステージ）
- デンマーク・ルント  総合優勝、 ポイント賞（第5ステージ優勝）
- バンシュ〜シメイ〜バンシュ 優勝

### 2023
- ヘント〜ウェヴェルヘム 優勝
- ドワルス・ドール・フラーンデレン 優勝
- クリテリウム・デュ・ドーフィネ  ポイント賞（第1、3ステージ優勝）
- ヨーロッパ選手権（英語版） 個人ロードレース 優勝

### 2024
- パリオリンピック ロードレース  3位
- パリ〜ツール 優勝